# Robert Renwick
Robert Peter Renwick (ur. 21 lipca 1988 w Abu Zabi) – szkocki pływak specjalizujący się w stylu dowolnym, wicemistrz olimpijski (2016), medalista mistrzostw świata, Europy i Igrzysk Wspólnoty Narodów.

## Kariera pływacka
Swój pierwszy medal na międzynarodowych zawodach zdobył podczas Igrzysk Wspólnoty Narodów w Melbourne w 2006 roku, kiedy szkocka sztafeta 4 × 200 m stylem dowolnym wywalczyła srebro.
Dwa lata później, na mistrzostwach świata na krótkim basenie w Manchesterze z czasem 3:40,22 min zdobył brązowy medal na 400 m stylem dowolnym i srebro w sztafecie 4 × 200 m stylem dowolnym.
W sierpniu 2008 roku na igrzyskach olimpijskich w Pekinie zajął ósme miejsce na dystansie 200 m stylem dowolnym, uzyskując w finale czas 1:47,47. Płynął także w brytyjskiej sztafecie kraulowej 4 × 200 m, która w finale uplasowała się na szóstym miejscu.
Z Igrzysk Wspólnoty Narodów, które odbyły się w 2010 roku w Nowym Delhi wrócił ze złotym medalem na dystansie 400 m stylem dowolnym i srebrem wywalczonym w sztafecie 4 × 200 m stylem dowolnym. Cztery lata później, powtórzył swoje osiągnięcie ze sztafety, kiedy Szkoci w finale tej konkurencji zajęli drugie miejsce.
Renwick podczas igrzysk olimpijskich w 2012 roku na dystansie 200 m stylem dowolnym z czasem 1:46,53 min uplasował się na szóstym miejscu. W konkurencji 400 m kraulem nie zakwalifikował się do finału i ostatecznie był jedenasty. Brał udział w sztafecie kraulowej 4 × 200 m, która w finale zajęła szóste miejsce.
W 2015 roku na mistrzostwach świata w Kazaniu został mistrzem świata w sztafecie 4 × 200 m stylem dowolnym. Brytyjczycy płynąc w finale tej konkurencji poprawili rekord swojego kraju (7:04,33 min).
Podczas igrzysk olimpijskich w Rio de Janeiro płynął w wyścigu eliminacyjnym sztafet 4 × 200 m stylem dowolnym. Otrzymał srebrny medal po tym, jak reprezentacja Wielkiej Brytanii uplasowała się w finale na drugim miejscu.